# 마쓰다이라 기요타케
마쓰다이라 기요타케(松平清武)는 오치 마쓰다이라 가(越智松平家) 초대 당주로서 고즈케 다테바야시번 초대 번주이다.
아버지는 고후 번주 도쿠가와 쓰나시게이다. 친형은 에도 막부 제6대 쇼군 도쿠가와 이에노부(徳川家宣)이다. 오치씨(越智氏)의 양자(오치 요시키요/노부키요越智喜清)로 입적하였고 후의 친조카인 제7대 쇼군 이에쓰구(家継) 사후 도쿠가와 요시무네(徳川吉宗)에게 쇼군지위를 내주게 된다.
|  | 제1대 오치 마쓰다이라 가 당주 1707년 ~ 1724년 | 후임 마쓰다이라 다케마사 |

| 전임 막부령(도쿠가와 도쿠마쓰) | 제1대 다테바야시번 번주 (오치 마쓰다이라 가문) 1707년 ~ 1724년 | 후임 마쓰다이라 다케마사 |